# Rosabell Laurenti Sellers
Rosabell Laurenti Sellers (Santa Mónica, California, 27 de marzo de 1996) es una actriz italo-estadounidense, más conocida por su papel de Tyene Arena en la serie de HBO Juego de tronos, y el personaje principal en la serie infantil Mia and Me.

## Primeros años
Rosabell Laurenti Sellers nació el 27 de marzo de 1996 a Santa Mónica (California), creció en Nueva York y después se trasladó a Roma.

## Carrera
Inició su carrera en el teatro en 2004, cuando ella y su hermano fueron parte de los niños de Medea en la producción de la compañía de teatro La Mama. Después de la puesta en escena en Nueva York y una gira del mismo show en Polonia y Austria, se trasladó brevemente a Roma ese mismo año con su familia.
Después de su llegada a Italia, comenzó a ser parte de producciones de televisión y cine, como la miniserie dirigida por Maurizio Ponzi E poi c'è Filippo, L'amore e la guerra, la serie de televisión Medicina Generale, la película de televisión Fuga per la libertà – L'aviatore, la miniserie Coco Chanel y la película Mi Ricordo Anna Frank. En 2009, participó en el Ex Fausto Brizzi y al año siguiente en la miniserie Paura di amare.
En 2010 actuó como Larysa Kondracki en The Whistleblower. En 2012 tomó parte en la serie de televisión Una grande familglia y llegó a Rai 2 en la serie Mia and Me, alternando secuencias en vivo y creando escenas con gráficos computarizados. En enero de 2012 tomó parte en Buongiorno papà de Edoardo Leo. Mientras tanto, en el Festival Internacional de Cine de Venecia de 2012, fue presentada en Balancing Act y en A Liberal Passion de Ivano De Matteo, basada en la novela de 2008 de Chiara Gamberale.
En 2015 se unió al reparto de la serie de HBO Juego de tronos como Tyene Arena. Su aparición en topless en un episodio despertó mucho revuelo en los medios italianos.
Estudia en la Guildhall School of Music and Drama en Londres.

## Filantropía
Fundó Young Actors for Humanitarian Involvement (Jóvenes actores para la participación humanitaria), para conseguir jóvenes talentos italianos involucrados en organizaciones benéficas como ActionAid y Smile Again. También sirve comidas en la Comunità di Sant'Egidio de Roma.

## Filmografía

### Cine
- Ex, de Fausto Brizzi (2009)
- Cocapop, de Pasquale Pozzessere (2010)
- The Whistleblower, de Larysa Kondracki (2010)
- Femmine contro maschi, de Fausto Brizzi (2011)
- Loon Lake, de Wanja Sellers (2011)
- This Property Is Condemned, de Wanja Sellers – Short (2011)
- Balancing Act, de Ivano De Matteo (2012), nominada —David di Donatello por mejor actriz de reparto 2013
- Buongiorno papà, de Edoardo Leo (2013)
- A Liberal Passion, de Marco Ponti (2013)
- The Dinner, de Ivano De Matteo (2014)
- Trading Paint, de Karzan Kader (2019)
- What About Love, de Klaus Menzel (2024)

### Televisión
- A Wheel In Time, de Mary Sellers – serie de televisión (1999)
- E poi c'è Filippo, de Maurizio Ponzi – miniserie de televisión (2006)
- L'amore e la guerra, de Giacomo Campiotti – miniserie de televisión (2007)
- Fuga per la libertà – L'aviatore, de Carlo Carlei – película de televisión (2008)
- Coco Chanel, de Christian Duguay – miniserie de televisión  (2008)
- Medicina generale – miniserie de televisión  (2009)
- Mi ricordo Anna Frank, de Alberto Negrín – película de televisión (2009)
- Paura di amare, de Vincenzo Terracciano – miniserie de televisión (2010)
- Agata e Ulisse, de Maurizio Nichetti – película de televisión (2011)
- Cenerentola, by Christian Duguay – miniserie de televisión (2011)
- Mia and Me como Mia – serie de televisión (2011–present)
- Una grande famiglia – miniserie de televisión (2012)
- Game of Thrones como Tyene Sand – serie de televisión (2015–2017)
- Spides, de Rainer Matsutani – serie de televisión (2020)
- Willow – serie de televisión (2022-2023)
- El quinto día (2023)